# 阳平山
阳平山，一名阳城山。是浙江省杭州市富阳区大源镇境内的一座山。位于在富阳县城以南十五里，地理位置在北纬30度和东经120度整交点处。
据北魏郦道元《水经注》、南宋《咸淳临安志》、万历《杭州府志》等书均记载为三国吴大帝孙权的祖居地。据载孙权的爷爷孙钟故居在杜泽庙遗址，在阳平山上种瓜，孙钟卒后，其子孙坚将其葬于阳平山。至今当地仍保留有“杜泽庙”石碑，在杜泽庙遗址还能看到“孝桥”遗迹与“下马墩”位置。相传晋代名士孙文度曾在山上建亭修行，故又得名亭山。